# Ballingdon Bottom
Ballingdon Bottom – wieś w Anglii, w hrabstwie Hertfordshire. Leży 29 km na zachód od miasta Hertford i 43 km na północny zachód od centrum Londynu.